# Semaprochilodus insignis
Semaprochilodus insignis är en fiskart som först beskrevs av Jardine, 1841.  Semaprochilodus insignis ingår i släktet Semaprochilodus och familjen Prochilodontidae. Inga underarter finns listade i Catalogue of Life.